# Pavona decussata

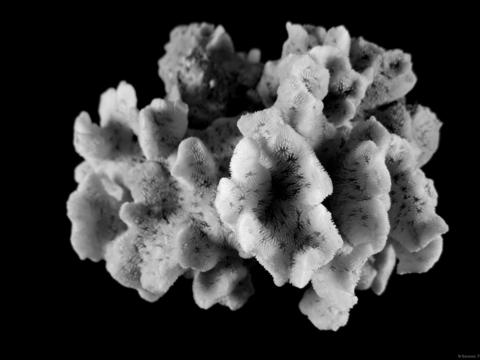
Corallum de colonia de Pavona decussata.

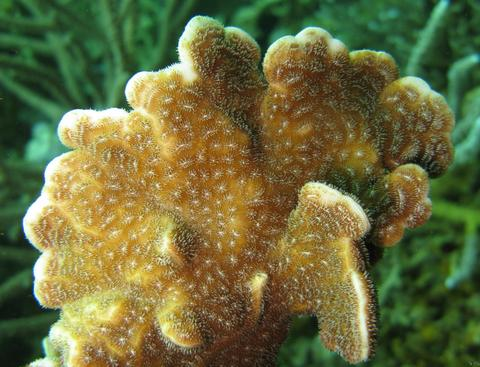
Colonia de Pavona decussata in situ, Nueva Caledonia.

Pavona decussata  es una especie de coral de la familia Agariciidae, y pertenece al grupo de los corales duros, orden Scleractinia.
Es coral hermatípico, por lo que, tras la muerte del coral, su esqueleto contribuye a la generación de nuevos arrecifes en la naturaleza. 

## Morfología
Las colonias forman estructuras submasivas, casi siempre con apéndices frondosos o en forma de ramas, o son masas de hojas angulares y proyecciones en anastomosis. Las hojas tienen entre 3 y 10 mm de espesor, y los cálices entre 2 y 3 mm de diámetro.
Los coralitos son irregulares, embebidos, y, en ocasiones, situados en paralelo a los márgenes de las hojas o de las crestas radiales. Crecen en ambos lados de los frondes, lo que se denomina como proyecciones bifaciales; a diferencia del género Leptoseris, por ejemplo, que, aun siendo de la misma familia, sus coralitos crecen solo en un lado de los frondes.

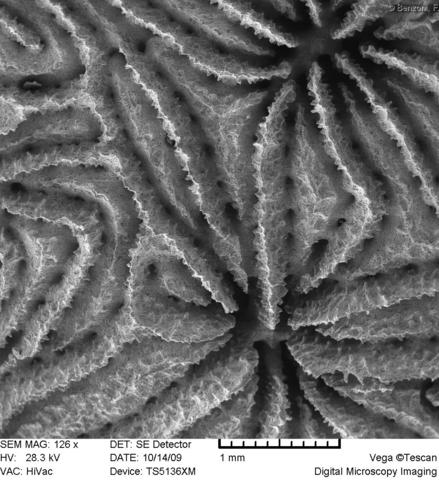
Vista de la unión de dos coralitos de Pavona decussata, mediante microscopio digital a 126x aumentos.

Los pólipos se expanden solo por la noche. El color es marrón, amarillo cremoso o verdoso.

## Hábitat y distribución
Es una especie común, y ocurre en la mayoría de las distintas zonas arrecifales, especialmente en zonas con alta carga de sedimentos, donde forma colonias de varios metros. Su rango de profundidad está entre los 0 y 40 m, aunque más raramente entre los 12 y los 15 m, en el sur del mar de China y el golfo de Siam. Su rango de temperatura está entre 25.10 y 28.61 °C.
Su distribución geográfica comprende las aguas tropicales del océano Indo-Pacífico, desde África oriental, incluido el mar Rojo, hasta el Pacífico central. Es especie nativa de Arabia Saudí, Australia, Baréin, Birmania, Camboya, Cocos, Comoros, islas Cook, Egipto, Emiratos Árabes Unidos, Eritrea, Filipinas, Fiyi, India, Indonesia, Irán, Irak, Israel, Japón, Jordania, Kenia, Kiribati, Kuwait, Madagascar, Malasia, islas Marianas del Norte, islas Marshall, isla Mauricio, Mayotte, Micronesia, Mozambique, Nauru, isla Navidad, Niue, Nueva Caledonia, Omán, Pakistán, Palaos, Papúa Nueva Guinea, Polinesia, Catar, Reunión, Samoa, islas Salomón, Seychelles, Singapur, Somalia, Sri Lanka, Sudán, Taiwán, Tailandia, Tanzania, Tokelau, Tonga, Tuvalu, Vanuatu, Vietnam, Wallis y Futuna, Yemen y Yibuti.

## Alimentación
Los pólipos contienen algas simbióticas; mutualistas, ambos organismos se benefician de la relación, llamadas zooxantelas. Las algas realizan la fotosíntesis produciendo oxígeno y azúcares, que son aprovechados por los pólipos, y se alimentan de los catabolitos del coral, especialmente fósforo y nitrógeno. Esto les proporciona del 70 al 95% de sus necesidades alimenticias. El resto lo obtienen atrapando plancton y materia disuelta en la columna de agua.
En este último caso, el género tiene especies con una enorme capacidad autotrófica, esto es, que tienen la habilidad de captar simples sustancias inorgánicas, como por ejemplo el dióxido de carbono, y transformarlas en sustancias orgánicas para su nutrición.

## Reproducción
Este coral se reproduce sexualmente produciendo gametos que son liberados en la columna de agua, siendo la fertilización externa. Las larvas plánulas formadas tras la fertilización, deambulan por la columna de agua hasta que se posan y fijan en el lecho marino, una vez allí se convierten en pólipos y comienzan a secretar carbonato cálcico para construir su esqueleto, o coralito. 
La formación de la colonia se lleva a cabo por un proceso de reproducción asexual por gemación, en el cual el pólipo se divide en dos o más hijos, y cada uno secreta cristales de carbonato de calcio (CaCO3), concretamente de aragonita, que son depositados debajo del tejido vivo para la formación del esqueleto, mientras que, por encima de este se produce la comunicación entre los miembros de la colonia.

## Conservación
Aunque no hay información específica sobre la población de esta especie, la reducción general de los sistemas arrecifales y su sensibilidad al blanqueo coralino, producido, tanto por el cambio climático, como por la creciente contaminación de los océanos, sitúa a esta especie en el criterio de vulnerable. Dado el que, en un periodo de 3 generaciones, o 30 años, las poblaciones se han reducido.
Las medidas recomendadas por la Unión Internacional para la Conservación de la Naturaleza para la preservación de la especie, incluyen las investigaciones sobre su taxonomía, población, tendencias, ecología, estado de sus hábitats, resiliencia a las amenazas, establecimiento y gestión de áreas protegidas, y repoblación artificial.